# Angela Cavagna
Angela Cavagna (ur. 6 czerwca 1966 w Genui) – włoska piosenkarka, aktorka, prezenterka telewizyjna i modelka, której największa popularność przypada na późne lata 80. XX wieku.

## Życiorys
Urodziła się w Genui jako córka Carlo i Marii Josè. Jej ojciec pochodził z Lombardii, a matka z Sardynii. Wychowywała się z trzema braćmi: Pierluigi, Stefano i Giancarlo.
W 1980 roku, jako nastolatka studiowała taniec klasyczny w La Scala w Mediolanie. Następnie w 1981 roku przeniosła się do Reggio nell’Emilia, gdzie uczyła się w szkole tańca Liliany Cosi i Marinela Stefanescu. W następnym roku uczęszczała na kursy taneczne w Accademia di Roma, a w 1983 powróciła do Mediolanu, aby uczęszczać na kurs Brian & Garrison. Ukończyła all’Accademia Nazionale Grace Kelly w Monte Carlo. Otrzymała stypendium w Doreen Bird College w Londynie. W 1986 roku zadebiutowała w Teatro "Giardino degli Aranci" w Rzymie w operze Varietà perché sei morto!. Występowała jako tancerka na koncertach Sabriny Salerno.
Brała udział w programach telewizyjnych: Domani si Gioca (1987), Trisitors (1988), Striscia la notizia (1990-92), Il TG delle vacanze (1991) z Marią Grazią Cucinottą, Detto tra noi (1993-94), Guida al campionato (1995-97), Italia sul 2, Buona Domenica, Domenica In (1998−1999–2000–2001), Unomattina i Torno Sabato la Lotteria… (2002–2003) oraz La fattoria 3 (2006). We wrześniu 1989 pozowała dla magazynu Playboy.
W 2005 roku poślubiła prezentera telewizyjnego Orlando Portento. Jednak w 2008 roku doszło do separacji. Rozwiedli się w roku 2009. W grudniu 2015 wyszła za mąż za przedsiębiorcę Paolo Solimano, z którym zamieszkała w Teneryfie.

## Dyskografia

### Albumy
- 1990: Sex Is Movin' (wyd. Five)
- 1992: Io vi curo (wyd. Five Record)

### Single
- 1989: "Dynamite" (wyd. Five)
- 1990: "Easy Life" (wyd. Blanco Y Negro)